# اکوافردا
اکوافردا (به ایتالیایی: Acquafredda) یک سکونتگاه مسکونی در ایتالیا است که در استان برشا واقع شده‌است.

## خصوصیات
اکوافردا ۹ کیلومترمربع مساحت و ۱٬۴۰۹ نفر جمعیت دارد و ۵۶ متر بالاتر از سطح دریا واقع شده‌است.